# Ralf Bucher
Pour les articles homonymes, voir Bucher.
Ralf Bucher est un footballeur allemand né le 6 avril 1972 à Munich. Il a pris sa retraite le 2 juin 2009.

## Carrière
- 1979-1989 : TSV Neubiberg  Allemagne
- 1989-2009 : Unterhaching  Allemagne